# Вашингтон (Північна Кароліна)
Вашингтон (англ. Washington) — місто (англ. city) в США, адміністративний центр округу Бофорт штату Північна Кароліна. Населення — 9875 осіб (2020). Розташоване за 20 миль від Ґрінвілля. Місто стоїть на річці Тар, де вона переходить у припливну річку Памліко. Межа між річками проходить по міському мосту автодороги № 17.

## Географія
Вашингтон розташований за координатами 35°33′29″ пн. ш. 77°3′15″ зх. д. / 35.55806° пн. ш. 77.05417° зх. д. (35.557979, -77.054238).  За даними Бюро перепису населення США в 2010 році місто мало площу 23,37 км², з яких 21,21 км² — суходіл та 2,16 км² — водойми.

### Клімат
| Клімат : Вашингтон                         | Клімат : Вашингтон | Клімат : Вашингтон | Клімат : Вашингтон | Клімат : Вашингтон | Клімат : Вашингтон | Клімат : Вашингтон | Клімат : Вашингтон | Клімат : Вашингтон | Клімат : Вашингтон | Клімат : Вашингтон | Клімат : Вашингтон | Клімат : Вашингтон | Клімат : Вашингтон |
| Показник                                   | Січ.               | Лют.               | Бер.               | Квіт.              | Трав.              | Черв.              | Лип.               | Серп.              | Вер.               | Жовт.              | Лист.              | Груд.              | Рік                |
| Середній максимум, °C                      | 12,1               | 13,8               | 17,7               | 22,7               | 26,9               | 30,7               | 32,1               | 31,3               | 28,4               | 23,4               | 18,7               | 13,8               | 22,6               |
| Середній мінімум, °C                       | 1,2                | 2,4                | 5,5                | 10,2               | 15,2               | 20,3               | 22,5               | 21,6               | 18,6               | 11,9               | 6,9                | 2,1                | 11,6               |
| Норма опадів, мм                           | 98                 | 84                 | 107                | 80                 | 104                | 113                | 138                | 133                | 148                | 83                 | 81                 | 83                 | 1252               |
| ------------------------------------------ | ------------------ | ------------------ | ------------------ | ------------------ | ------------------ | ------------------ | ------------------ | ------------------ | ------------------ | ------------------ | ------------------ | ------------------ | ------------------ |
| Джерело: xmACIS2 (Monthly Climate Normals) |                    |                    |                    |                    |                    |                    |                    |                    |                    |                    |                    |                    |                    |

## Демографія
Згідно з переписом 2010 року, у місті мешкали 9744 особи в 4197 домогосподарствах у складі 2450 родин. Густота населення становила 417 осіб/км².  Було 4754 помешкання (203/км²).
Расовий склад населення:
| - 49,0 % — білих - 45,5 % — чорних або афроамериканців - 0,5 % — азіатів - 0,2 % — корінних американців - 0,1 % — вихідців з тихоокеанських островів - 3,1 % — осіб інших рас |

До двох чи більше рас належало 1,5 %. Частка іспаномовних становила 5,5 % від усіх жителів.
За віковим діапазоном населення розподілялося таким чином: 22,5 % — особи молодші 18 років, 58,8 % — особи у віці 18—64 років, 18,7 % — особи у віці 65 років та старші. Медіана віку мешканця становила 41,6 року. На 100 осіб жіночої статі у місті припадало 79,9 чоловіків;  на 100 жінок у віці від 18 років та старших — 74,1 чоловіків також старших 18 років.
Середній дохід на одне домашнє господарство  становив 41 717 доларів США (медіана — 31 712), а середній дохід на одну сім'ю — 52 832 долари (медіана — 40 547). Медіана доходів становила 34 470 доларів для чоловіків та 30 259 доларів для жінок. За межею бідності перебувало 24,3 % осіб, у тому числі 32,2 % дітей у віці до 18 років та 17,0 % осіб у віці 65 років та старших.
Цивільне працевлаштоване населення становило 3552 особи. Основні галузі зайнятості: освіта, охорона здоров'я та соціальна допомога — 29,2 %, мистецтво, розваги та відпочинок — 13,3 %, виробництво — 10,7 %.